# Abe (personaggio)
Abraham “Abe” Lure (conosciuto dagli altri mudokon come labbra-cucite)  è il protagonista della serie di videogiochi Oddworld. Compare per la prima volta in Oddworld: Abe's Oddysee; nel primo capitolo è uno schiavo, addetto alle pulizie della fabbrica in cui lavora, i Mattatoi Ernia. Le sue caratteristiche principali sono il modo goffo di camminare, l'immensa sfortuna, la pelle violacea, il suo codino colorato e le labbra cucite. La sua storia continua in Oddworld: Abe's Exoddus e Oddworld: Munch's Oddysee, episodi in cui il protagonista si evolve stilisticamente.

## Passato e caratteristiche fisiche
Abe è un mudokon nato da un uovo, nella sezione N.1029 dei Mattatoi Ernia, fabbrica gestita dai glukkon. Attualmente ha 16 anni. È stato allevato nella scuola materna della fabbrica nella quale diverrà schiavo fino alla sua fuga (tali particolari non sono presenti nel gioco originale; sono infatti reperibili direttamente dal sito ufficiale di Oddworld Inhabitants). Abe infatti decide di fuggire, dopo essere stato nominato impiegato dell'anno, perché ha scoperto che i glukkon (dopo aver consumato quasi tutte le creature del luogo) decidono che è arrivato il momento di macellare e ricavare dei nuovi snack dai mudokon, i Mudokon Pops. Una cosa che caratterizza ulteriormente Abe è il colore della sua pelle, che presenta pigmenti blu-violacei invece che verdastri come quelli dei suoi simili; in più il suo corpo è adornato da tatuaggi, dai primi due sulle mani all'ultimo sul petto, sembra quasi che abbiano una vita propria. La maggior parte dei suoi tatuaggi sono stati ottenuti grazie alle sfide mistiche alle quali è stato sottoposto dagli sciamani mudokon. Un altro particolare sono le sue labbra cucite: si dice che gli siano state cucite dalla madre poiché da bambino piangeva troppo.

## Stile di vita e carriera lavorativa
Quando Abe era ancora un lavoratore schiavizzato dei Mattatoi Ernia, basava la sua intera vita lavorativa sulla difesa dei diritti dei Mudokon, gravati da un eccessivo carico di lavoro. Tutti i dipendenti, incluso Abe, non hanno mai potuto avere una vita sociale normale; per questo motivo, durante quel periodo, Abe ha anche ricevuto il premio "Impiegato dell'anno" nel settore pulizie dei mattatoi. Dopo la sua fuga, Abe diventa leader e capo sociale e militare dei lavoratori del Partito Libero del Fango.

## Abe e il dovere
Abe è un mudokon con un incredibile senso dell'intuizione. Non è il tipo di mudokon da indietreggiare davanti a un obbligo, infatti ogni compito gli venga assegnato (anche se nel suo mondo immaginario) per lui deve essere portato a termine. È possibile immaginare che Abe abbia qualche difficoltà nel capire quando una cosa avviene nel mondo reale o nel suo mondo immaginario. In verità Abe non ha mai fatto distinzione tra i due mondi: per lui sono la stessa cosa, senza nessuna differenza.